# Staffan Herrström
Staffan Herrström (ur. 28 stycznia 1955 w Strängnäs) – szwedzki polityk i dyplomata, w latach 2011–2015 był ambasadorem Szwecji w Polsce.

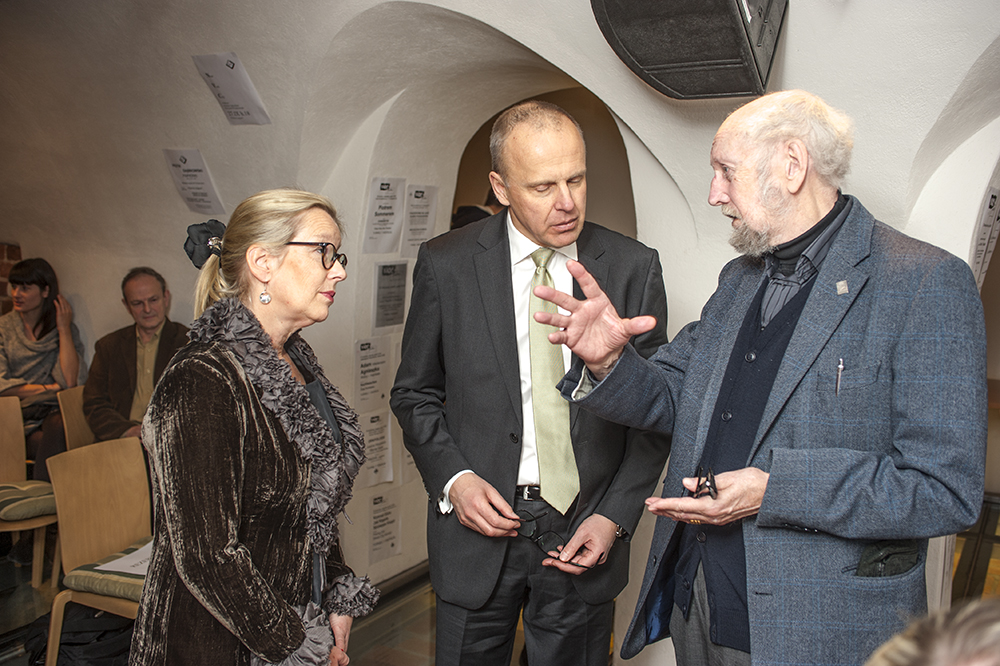
Ambasador Herrström w czasie spotkania z pisarzem Torgny Lindgren w Warszawie, październik 2012

W 1981 uzyskał licencjat na Uniwersytecie w Uppsali w zakresie rusycystyki, europeistyki wschodniej i nauk politycznych. W latach 1981–1982 był doradcą politycznym wicepremiera Olego Ullstena. W kolejnych latach był dziennikarzem prasowym i dyrektorem biura klubu parlamentarnego. W latach 1991–1994 był sekretarzem stanu w kancelarii premiera, następnie do 2007 pracował w Szwedzkiej Agencji Rozwoju Międzynarodowej Współpracy (Styrelsen för internationellt utvecklingssamarbete – SIDA). W latach 2007–2010 był ambasadorem Szwecji w Dar es Salaam, w 2010 w Hanoi.
Jest żonaty, ma dwie dorosłe córki.